# Glâne
La Glâne (en patois fribourgeois : La Yanna  ) est une rivière de Suisse qui traverse une partie du canton de Fribourg, un affluent de la Sarine, donc un sous-affluent du Rhin.

## Géographie
La rivière prend sa source dans la commune de Mossel, marque la frontière entre celles de Mézières et Romont, avant de se diriger vers l'est où elle devient canalisée entre Siviriez et le village de Granges-la-Battiaz, pour se jeter finalement dans la Sarine à la frontière entre Villars-sur-Glâne et Fribourg.
Le cours de la rivière a été utilisé pour faire tourner plusieurs moulins et scieries au long de l'histoire. De plus, pendant le XIXe siècle, des bains étaient installés au nord de Romont.
La rivière a donné son nom à l'un des districts du canton : le district de la Glâne.

## Source
- Article Glâne dans le Dictionnaire historique de la Suisse en ligne.